# زمستانه
زمستانه (فریدون‌شهر)، روستایی از توابع بخش مرکزی zemstaneeeeh@شهرستان فریدون‌شهر در استان اصفهان ایران است.

## جمعیت
این روستا در دهستان پشتکوه موگوئی قرار دارد و براساس سرشماری مرکز آمار ایران در سال ۱۳۸۵، جمعیت آن ۱۲۲ نفر (۲۸خانوار) بوده‌است.